# حمید مهرآرا
حمید مهرآرا (زادهٔ ۱۳۲۲ – درگذشتهٔ ۸ فروردین ۱۳۹۳) بازیگر تئاتر، سینما و تلویزیون اهل ایران بود.

## زندگی‌نامه
حمید مهرآرا در سال ۱۳۲۲ در خرمشهر متولد شد. او بیشتر با ایفای نقش در مجموعه‌های تلویزیونی نظیر: امیرکبیر، آرایشگاه زیبا، پهلوانان نمی‌میرند و روزگار جوانی به شهرت دست یافت.
«پیروزی شیکاگو» از مشهورترین آثار صحنه‌ای حمید مهرآرا بود که در سال ۱۳۷۰ در کنار داود رشیدی به نقش‌آفرینی پرداخت.
مهرآرا به مدت هشت سال به بیماری دیابت مبتلا بود و همین بیماری مسبب درگذشت وی شد. در سال ۱۳۹۱ بر اثر پیشرفت این بیماری و بنا به صلاحدید پزشکان معالج، یک پای او قطع شد و سپس در دی ۱۳۹۲ بر اثر نداشتن تحرک، پزشکان ناچار شدند تا پای دیگر او را نیز قطع کنند. حمید مهرآرا در روز جمعه، هشتم فروردین ۱۳۹۳ در سن ۷۱ سالگی، در تهران درگذشت.

## گزیدهٔ آثار

### سینما
- تاراج (۱۳۶۳)
- پرونده هاوانا (۱۳۸۴)

### تلویزیون
| سال       | عنوان مجموعه               | سمت          | کارگردان         | توضیحات           |
| --------- | -------------------------- | ------------ | ---------------- | ----------------- |
| ۱۳۸۶      | مدار صفر درجه              | بازیگر       |                  |                   |
| ۱۳۸۲      | روشنتر از خاموشی           | بازیگر       |                  |                   |
| ۱۳۸۱      | آبی مثل دریا               | بازیگر       | ابوالقاسم معارفی |                   |
| ۱۳۷۹      | بازگشت به زندگی            | بازیگر       |                  |                   |
| ۱۳۷۸      | یکی بود، یکی نبود          | بازیگر       | جواد ارشاد       |                   |
| ۱۳۷۸      | کژدم ۳۳                    | بازیگر       | مهدی شمسایی      |                   |
| ۱۳۷۷      | روزگار جوانی               | بازیگر       |                  |                   |
| ۱۳۷۷      | صدف و مروارید              | بازیگر       |                  |                   |
| ۱۳۷۶      | شن های کف رودخانه          | بازیگر مهمان |                  |                   |
| ۱۳۷۶      | کهنه‌سوار                   | بازیگر       |                  |                   |
| ۱۳۷۶      | پهلوانان نمی‌میرند          | بازیگر       |                  |                   |
| ۱۳۷۶      | دستی بر آتش                | بازیگر       |                  |                   |
| ۱۳۷۵–۱۳۷۴ | صید در پی صیاد             | بازیگر       |                  |                   |
| ۱۳۷۴      | زیر گنبد کبود              | بازیگر       |                  |                   |
| ۱۳۷۳      | پدر سالار                  | بازیگر       | اکبر خواجویی     |                   |
| ۱۳۷۲      | استپان                     | بازیگر       |                  |                   |
| ۱۳۷۰      | تله‌تئاتر «مدالی برای ویلی» | بازیگر       |                  |                   |
| ۱۳۶۹      | آرایشگاه زیبا              | بازیگر       |                  |                   |
| ۱۳۶۷      | یکی از این روزها           | بازیگر       |                  |                   |
| ۱۳۶۷–۱۳۶۶ | زنگ بیداری                 | بازیگر       |                  |                   |
| ۱۳۶۳–۱۳۶۴ | امیرکبیر                   | بازیگر       | سعید نیک پور     | در نقش میرزا هاشم |
| ۱۳۶۳      | تله‌تئاتر «آسانسور»         | بازیگر       |                  |                   |
| ۱۳۶۳      | تله‌تئاتر «با یک گل بهار»   | بازیگر       |                  |                   |
| ۱۳۶۲–۱۳۶۱ | شاه‌شکار                    | بازیگر       |                  |                   |
| ۱۳۶۱–۱۳۶۰ | داستان راستان              | بازیگر       |                  |                   |

### تئاتر
بازی در نمایش‌های «پیروزی در شیکاگو»، «زنگ بیداری» و «شعبده‌باز» نیز از جمله فعالیت‌های حمید مهرآرا در عرصه تئاتر و تله تئاتر هستند.برده رقصان
- پیروزی در شیکاگو- به کارگردانی داوود رشیدی-۱۳۷۰